# 협화음과 불협화음
브라우저에서 소리 재생을 지원하지 않습니다. 오디오 파일을 다운로드할 수 있습니다.
브라우저에서 소리 재생을 지원하지 않습니다. 오디오 파일을 다운로드할 수 있습니다.
협화음(協和音, 어울림음)과 불협화음(不協和音, 안어울림음)은 용어들이 상호 배제에 의해 서로를 정의하는 구조적 이분법을 형성한다. 즉, 협화음은 불협화음이 아니고 불협화음은 협화음이 아닌 식이다. 그러나 더 자세히 들여다보면 최고의 협화음부터 최고의 불협화음까지 그라데이션이 형성되는 것을 알 수 있다. 협화음은 달콤함, 즐거움, 용인됨과 관련되며 불협화음은 엄격함, 불쾌함, 불용인과 관련된다. 힌데미트는 "두 개의 개념은 완전히 설명된 적이 없으며 수천 년 동안 이 정의들은 다양하게 표현되어 왔다."고 강조했다. (Hindemith 1942, 85쪽)

## 참고 문헌
- Hindemith, Paul (1942).The Craft of Musical Composition, vol. I, translated by Arthur Mendel. New York: Associated Music Publishers.

## 같이 보기
- 반음
- 음괴